# Roca Rodona (Estamariu)
La Roca Rodona és una muntanya de 1.212 metres que es troba al municipi d'Estamariu, a la comarca de l'Alt Urgell.